# NGC 5955
NGC 5955 este o liner situată în constelația Șarpele. A fost descoperită în 25 mai 1865 de către Albert Marth.